# アプタマー
アプタマー（Aptamer）とは、特定の分子と特異的に結合する核酸分子やペプチドである。通常ランダム配列の巨大ライブラリ中から選び出してくるが、自然界にも存在しておりリボスイッチとして知られている。基礎から薬剤探索などの応用まで幅広く研究されている。リボザイムと複合化したアプタマーも存在しており、ターゲット分子存在下で自己開裂するものが知られている。
大きく分けると核酸（DNA・RNA）アプタマー、ペプチドアプタマーの2種に分類される。

## RNA・DNAアプタマー
核酸アプタマーは進化工学的に得られており、その手法はin vitro selection法、もしくはSELEX法として知られている。有機小分子や蛋白質、核酸、細胞、細胞組織、微生物といった様々な目標と特異的に結合するものが存在する。核酸アプタマーは抗体に代わる分子認識が可能な生体物質として、生物工学的応用、薬剤への応用が検討されている。核酸アプタマーは試験管内で化学的に、しかも短時間で合成可能であり、免疫原性もほとんどないか全くない点が抗体にはない利点である。
1990年、2つの研究室が独立に人工核酸アプタマーを開発し報告した。ゴールド研究室ではT4DNAポリメラーゼに選択的に結合するRNA配列を決定し、その開発手法をSELEX法と名付けた。一方ショスタック研究室では有機色素に特異的に結合するRNA配列を決定し、in vitro selection法と命名した。アプタマーという名はラテン語のaptusに由来しており、核酸がベースになった配位子としてショスタックが名付けたものである。2年後、ショスタック研究室とギリアド・サイエンシズ社は独立に、in vitro selection法を用い、それぞれ有機色素とトロンビンをターゲットとするDNAアプタマーを報告した。アプタマーとしてRNAとDNAの間に本質的な違いは存在しないが、DNAの方が化学的に安定だという特徴を持っている。
大変興味深いことにin vitro selectionという観念は、20年以上前にSol SpiegelmanによりQbeta複製システムと呼ばれる自己複製分子の進化システムで登場している。更にin vitro selection法とSELEX法が登場する1年前に、ジェラルド・ジョイスがリボザイムの開裂をヒントにしたdirect evolution法と呼ばれるシステムを発表している。
核酸アプタマーが発見されてから多数の研究者が様々なアプタマーの選別に挑戦し、多くの応用と発見がなされてきた。2001年にはテキサス大学のエリントン(Ellington)研究室とSomaLogic社がin vitro selectionの自動化を行い、実験期間が6週間から3日へと劇的に短縮された。
核酸アプタマーの人工的創製は生物学や生物工学の分野に大きな影響を与えたが、自然界に存在するアプタマーの概念については、2002年にロナルド・ブレーカーがリボスイッチと呼ばれる分子認識を行う遺伝子調節因子を発見するまで存在しなかった。RNAによる新しい遺伝子調節機構の発見は、RNAワールド仮説の補強にも繋がった。
DNA及びRNAアプタマーの両者とも、様々な分子に対して高い親和性と特異性を示す。 例えば、リボザイム, トロンビン, ヒト免疫不全症ウイルスtat遺伝子産物 (HIV TAR), ヘミン, インターフェロンγ, 血管内皮増殖因子 (VEGF), 前立腺特異抗原 (PSA), ドーパミン等に対するアプタマーは、それぞれRNAアプタマー、DNAアプタマーの両者とも報告されている。
近年のアプタマー関連医薬の開発では、OSI Pharmaceutical社が加齢性黄斑変性症の治療に関するアプタマー（Macugen）を開発し、アプタマー医薬として初めてFDAに承認され試験が行われている。またケンブリッジのMA-based Archemix社は血液凝固剤のトロンビンのような分子に対するアプタマーを手術後に用いることで拒絶反応を抑制したり、血小板由来の成長因子が原因の糖尿病性網膜症治療への応用が可能かどうかを調査している。
修飾されていない核酸アプタマーは、血流中では酵素ヌクレアーゼや腎臓の働きによりすぐに分解・除去されてしまう（半減期：数分～数時間）。修飾されていないアプタマーの応用利用として血液凝固など一時的に薬が必要になる症候や、目など核酸アプタマーが直接投与可能な臓器の治療などが注目されている。またin vivoでの画像診断への応用を考えた場合、生分解性が良いという点が利点になりうる。Schering AG社はテネイシン(tenauscin)に結合したアプタマーをガンの画像診断に応用する研究を行っている。2'-フッ化ピリミジンやPEG鎖などの様々な分子修飾の導入により、核酸アプタマーの半減期を1日から週単位で伸ばすことが可能となった。
in vitro selection法とSELEX法の実験に関するデータベースとして、エリントン研究室のアプタマーデータベースカタログがある。

## ペプチドアプタマー
ペプチドアプタマーは、細胞内でターゲット分子と他の蛋白質との相互作用を阻害するよう設計された蛋白質である。具体的にはターゲット蛋白質の骨格の両端に、様々な種類のペプチドが結合し環状構造を取るものが多い。2点で結合するという構造的特徴を持つペプチドアプタマーは、抗体と比較して高い結合力を持つことができる。
ペプチドアプタマーの選別は核酸アプタマーの選別とは異なり、酵母のTwo-hybrid 法により行われる。